# 東塩釜駅
東塩釜駅（ひがししおがまえき）は、宮城県塩竈市藤倉3丁目にある、東日本旅客鉄道（JR東日本）仙石線の駅である。

## 歴史
- 1927年（昭和2年）4月18日：宮城電気鉄道の東塩釜駅として開業[1]。
- 1944年（昭和19年）5月1日：宮城電気鉄道国有化により[1]、運輸通信省の駅となる。同時に東塩竈駅に改称[1]。
- 1963年（昭和38年）5月25日：東塩釜駅に改称[1]。
- 1965年（昭和40年）
  - 3月9日：駅舎を改築[4]。
  - 10月1日：貨物の取り扱いを廃止[1]。
- 1970年（昭和45年）
  - 7月1日：荷物の扱いを廃止[1]。
  - 9月1日：自動券売機を設置[5]。
- 1981年（昭和56年）11月1日：複線化により、現在地に移転[1]。
- 1987年（昭和62年）4月1日：国鉄分割民営化により、東日本旅客鉄道（JR東日本）の駅となる[1]。
- 2003年（平成15年）
  - 2月6日：自動改札を導入。
  - 10月26日：ICカード「Suica」の利用が可能となる[6]。
- 2011年（平成23年）3月5日：エレベーターを設置し、使用を開始[7]。
- 2012年（平成24年）4月1日：直営駅（本塩釜駅所属東塩釜駅在勤）から業務委託駅（東北総合サービス）となる。
- 2024年（令和6年）10月1日：えきねっとQチケのサービスを開始[2][8]。

## 駅構造
単式ホーム1面1線と島式ホーム1面2線、計2面3線のホームを持つ地上駅である。築堤上にあるため高架駅のように見えるが、高架駅ではない。ホームへは地下道で連絡している。複線区間は仙台方面から当駅までであるため、折り返し電車も多く、留置線や乗務員宿泊所があり、夜間滞泊もある。
当駅 - 石巻駅間は単線で、保安装置もあおば通（東塩釜駅構内含む）方はATACS、高城町駅方はATS-SNとなる。なお、切り替え箇所は当駅 - 陸前浜田駅間で、通常は自動切り替えとなる。
また、過去に当駅構内に仙石線の運転指令所（東塩釜CTCセンター）が置かれていたが、あおば通駅 - 仙台駅間延伸時に運行管理システムの更新が行われ、同時に宮城野総合事務所内（現在の宮城野運輸区などが入居する建物）へ移設されている。
多賀城駅が管理する業務委託駅である。みどりの窓口はないが、窓口が設置されている。自動券売機と自動改札機（Suica、えきねっとQチケ対応）が設置されている。

### のりば

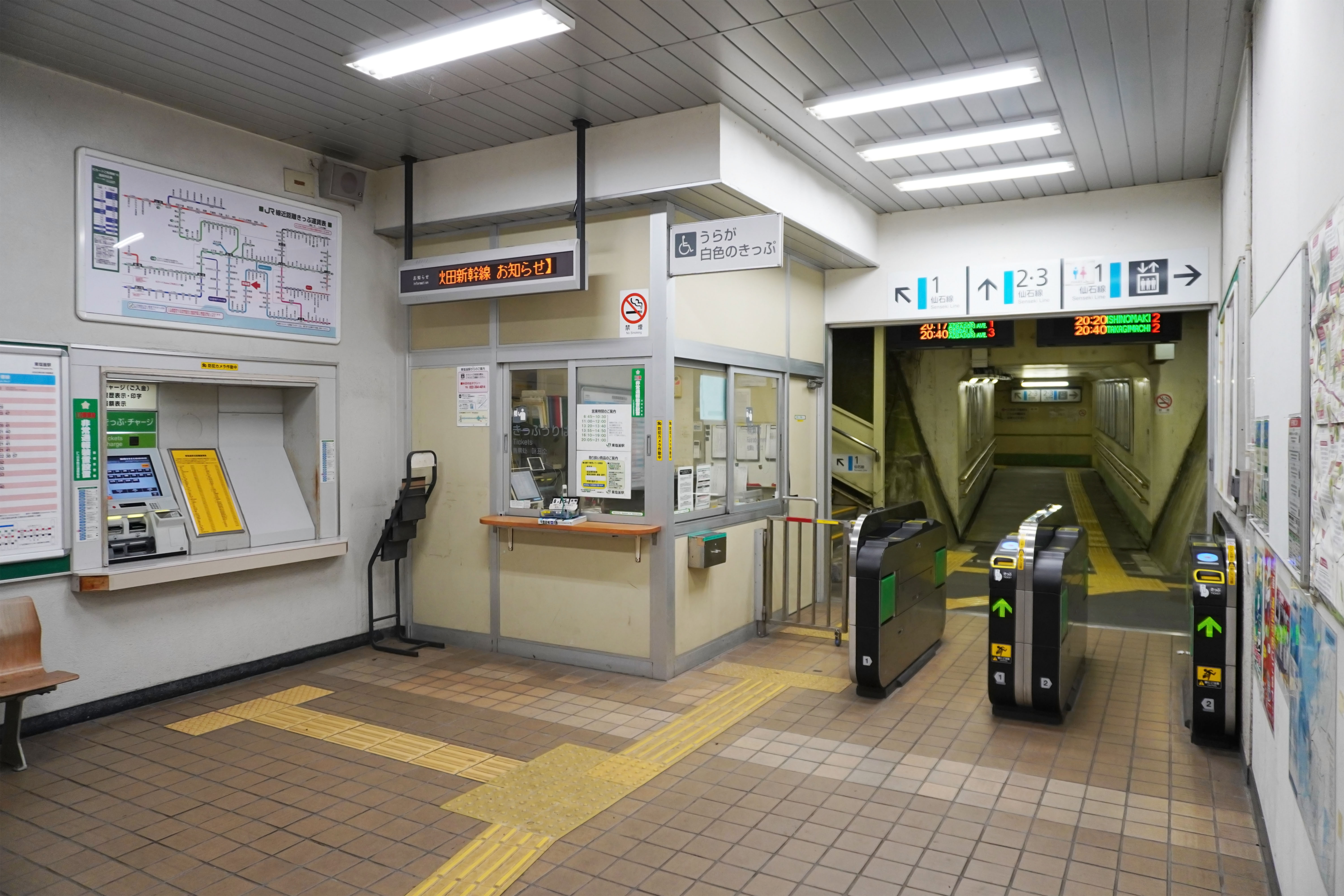
改札口（2023年8月）
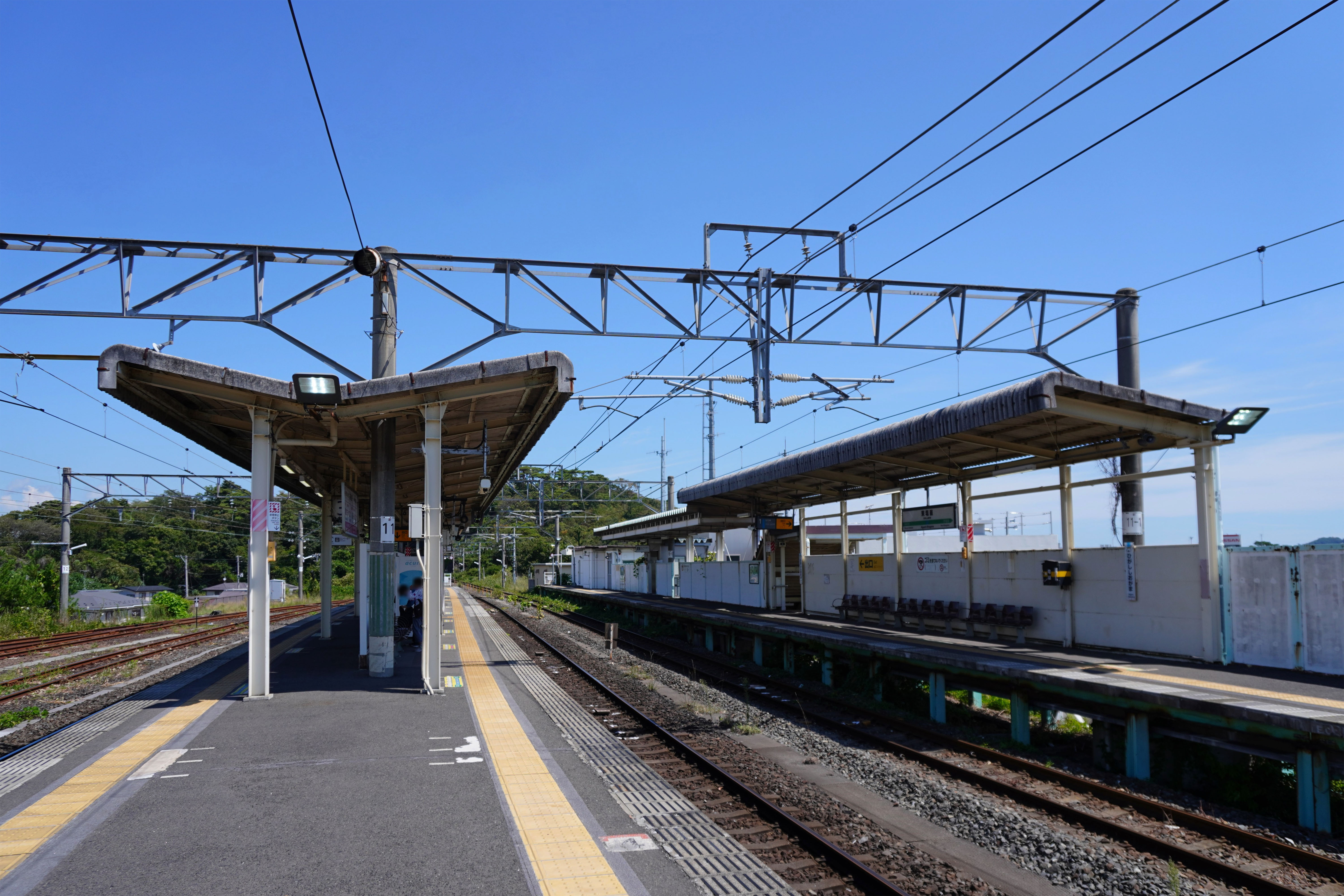
ホーム（2023年8月）

| 番線 | 路線    | 方向 | 行先               |
| ---- | ------- | ---- | ------------------ |
| 1    | ■仙石線 | 上り | 多賀城・仙台方面   |
| 2    | ■仙石線 | 下り | 松島海岸・石巻方面 |
| 3    | ■仙石線 | 上り | 多賀城・仙台方面   |

- 3番線は当駅始発
- 一部の当駅始発上り電車は2番線

- 改札口（2023年8月）
- ホーム（2023年8月）

## 利用状況
JR東日本によると、2023年度（令和5年度）の1日平均乗車人員は2,094人である。
2000年度（平成12年度）以降の推移は以下のとおりである。
| 1日平均乗車人員推移 | 1日平均乗車人員推移 | 1日平均乗車人員推移 | 1日平均乗車人員推移 | 1日平均乗車人員推移 |
| 年度                | 定期外              | 定期                | 合計                | 出典                |
| ------------------- | ------------------- | ------------------- | ------------------- | ------------------- |
| 2000年（平成12年）  |                     |                     | 2,504               | [ 利用客数 2 ]      |
| 2001年（平成13年）  |                     |                     | 2,439               | [ 利用客数 3 ]      |
| 2002年（平成14年）  |                     |                     | 2,352               | [ 利用客数 4 ]      |
| 2003年（平成15年）  |                     |                     | 2,354               | [ 利用客数 5 ]      |
| 2004年（平成16年）  |                     |                     | 2,369               | [ 利用客数 6 ]      |
| 2005年（平成17年）  |                     |                     | 2,398               | [ 利用客数 7 ]      |
| 2006年（平成18年）  |                     |                     | 2,372               | [ 利用客数 8 ]      |
| 2007年（平成19年）  |                     |                     | 2,488               | [ 利用客数 9 ]      |
| 2008年（平成20年）  |                     |                     | 2,558               | [ 利用客数 10 ]     |
| 2009年（平成21年）  |                     |                     | 2,546               | [ 利用客数 11 ]     |
| 2010年（平成22年）  |                     |                     | 2,467               | [ 利用客数 12 ]     |
| 2011年（平成23年）  | 非公表              | 非公表              | 非公表              |                     |
| 2012年（平成24年）  | 540                 | 1,929               | 2,469               | [ 利用客数 13 ]     |
| 2013年（平成25年）  | 537                 | 2,002               | 2,540               | [ 利用客数 14 ]     |
| 2014年（平成26年）  | 514                 | 1,937               | 2,452               | [ 利用客数 15 ]     |
| 2015年（平成27年）  | 525                 | 1,920               | 2,445               | [ 利用客数 16 ]     |
| 2016年（平成28年）  | 524                 | 1,933               | 2,458               | [ 利用客数 17 ]     |
| 2017年（平成29年）  | 539                 | 1,877               | 2,417               | [ 利用客数 18 ]     |
| 2018年（平成30年）  | 527                 | 1,820               | 2,347               | [ 利用客数 19 ]     |
| 2019年（令和元年）  | 478                 | 1,807               | 2,286               | [ 利用客数 20 ]     |
| 2020年（令和02年）  | 315                 | 1,506               | 1,821               | [ 利用客数 21 ]     |
| 2021年（令和03年）  | 350                 | 1,520               | 1,870               | [ 利用客数 22 ]     |
| 2022年（令和04年）  | 406                 | 1,572               | 1,978               | [ 利用客数 23 ]     |
| 2023年（令和05年）  | 449                 | 1,644               | 2,094               | [ 利用客数 1 ]      |

## 駅周辺
- 仙台塩釜港・塩釜港区
- 塩釜警察署
- 塩釜北浜町郵便局
- 塩釜藤倉郵便局
- 国道45号
- 塩釜保健所（旧駅跡地）
- 塩釜魚市場[3]・仲卸市場
- 籬が島
- 分町支店（屯店営業部内）
- 塩竈市立杉の入小学校

## 隣の駅
東日本旅客鉄道（JR東日本）
■仙石線
本塩釜駅 - 東塩釜駅 - 陸前浜田駅

### 記事本文
1. 1 2 3 4 5 6 7 8 9 10  石野哲 編『停車場変遷大事典 国鉄・JR編 II』（初版）JTB、1998年10月1日、477頁。ISBN 978-4-533-02980-6。
2. 1 2 3 4  “駅の情報（東塩釜駅）：JR東日本”.   東日本旅客鉄道. 2024年8月27日時点のオリジナルよりアーカイブ。2024年10月5日閲覧。
3. 1 2 3 4 5  『週刊 JR全駅・全車両基地』 13号 仙台駅・船岡駅・松島海岸駅ほか70駅、朝日新聞出版〈週刊朝日百科〉、2012年11月4日、26頁。
4. ↑  「新築なった東塩釜駅」『交通新聞』交通協力会、1965年3月10日、2面。
5. ↑  「仙石線営業体制近代化 順調に移行」『交通新聞』交通協力会、1970年9月5日、1面。
6. ↑  『2003年10月26日（日）仙台エリアSuica（スイカ）デビュー!』（PDF）（プレスリリース）東日本旅客鉄道、2003年8月21日。オリジナルの2020年5月26日時点におけるアーカイブ。2020年5月26日閲覧。
7. ↑  『エレベーターの使用開始について』（PDF）（プレスリリース）東日本旅客鉄道仙台支社、2011年2月24日。オリジナルの2013年6月20日時点におけるアーカイブ。2023年11月11日閲覧。
8. ↑  『Suicaエリア外もチケットレスで! 東北エリアから「えきねっとQチケ」がはじまります』（PDF）（プレスリリース）東日本旅客鉄道、2024年7月11日。オリジナルの2024年7月11日時点におけるアーカイブ。2024年8月11日閲覧。
9. ↑  サステナビリティレポート2018 34頁 - JR東日本、2018年9月
10. 1 2 3  “JR東日本：駅構内図・バリアフリー情報（東塩釜駅）”.   東日本旅客鉄道. 2024年10月5日閲覧。

### 利用状況
1. 1 2  “各駅の乗車人員（2023年度）”.   東日本旅客鉄道. 2024年7月23日閲覧。
2. ↑  “各駅の乗車人員（2000年度）”.   東日本旅客鉄道. 2019年2月9日閲覧。
3. ↑  “各駅の乗車人員（2001年度）”.   東日本旅客鉄道. 2019年2月9日閲覧。
4. ↑  “各駅の乗車人員（2002年度）”.   東日本旅客鉄道. 2019年2月9日閲覧。
5. ↑  “各駅の乗車人員（2003年度）”.   東日本旅客鉄道. 2019年2月9日閲覧。
6. ↑  “各駅の乗車人員（2004年度）”.   東日本旅客鉄道. 2019年2月9日閲覧。
7. ↑  “各駅の乗車人員（2005年度）”.   東日本旅客鉄道. 2019年2月9日閲覧。
8. ↑  “各駅の乗車人員（2006年度）”.   東日本旅客鉄道. 2019年2月9日閲覧。
9. ↑  “各駅の乗車人員（2007年度）”.   東日本旅客鉄道. 2019年2月9日閲覧。
10. ↑  “各駅の乗車人員（2008年度）”.   東日本旅客鉄道. 2019年2月9日閲覧。
11. ↑  “各駅の乗車人員（2009年度）”.   東日本旅客鉄道. 2019年2月9日閲覧。
12. ↑  “各駅の乗車人員（2010年度）”.   東日本旅客鉄道. 2019年2月9日閲覧。
13. ↑  “各駅の乗車人員（2012年度）”.   東日本旅客鉄道. 2019年2月9日閲覧。
14. ↑  “各駅の乗車人員（2013年度）”.   東日本旅客鉄道. 2019年2月9日閲覧。
15. ↑  “各駅の乗車人員（2014年度）”.   東日本旅客鉄道. 2024年10月5日閲覧。
16. ↑  “各駅の乗車人員（2015年度）”.   東日本旅客鉄道. 2019年2月9日閲覧。
17. ↑  “各駅の乗車人員（2016年度）”.   東日本旅客鉄道. 2019年2月9日閲覧。
18. ↑  “各駅の乗車人員（2017年度）”.   東日本旅客鉄道. 2019年2月9日閲覧。
19. ↑  “各駅の乗車人員（2018年度）”.   東日本旅客鉄道. 2019年7月18日閲覧。
20. ↑  “各駅の乗車人員（2019年度）”.   東日本旅客鉄道. 2020年7月12日閲覧。
21. ↑  “各駅の乗車人員（2020年度）”.   東日本旅客鉄道. 2021年7月26日閲覧。
22. ↑  “各駅の乗車人員（2021年度）”.   東日本旅客鉄道. 2022年8月10日閲覧。
23. ↑  “各駅の乗車人員（2022年度）”.   東日本旅客鉄道. 2023年7月13日閲覧。